# Réserve naturelle du Poelbosch
La réserve naturelle du Poelbosch,, ou réserve naturelle du Poelbos est un ensemble champêtre et forestier situé au nord de Bruxelles sur le territoire de la commune de Jette. Il est relié au parc Roi Baudouin, vaste étendue d'espaces verts parcourus par la vallée du Molenbeek.
Délimitée par l'avenue du Laerbeek au nord, l'avenue de l'Exposition à l'est et la petite rue Sainte-Anne au sud, la réserve s'étend sur une dizaine d'hectares et constitue un véritable "poumon vert" dans la capitale.

## Histoire
Comme le bois de Dieleghem et celui du Laerbeek, dont les terrains sont impropres à la culture, le Poelbos, littéralement bois des carrières, a servi d'abord de carrière de pierre avant d'être boisé au XVIIIe siècle par les moines de l'abbaye de Dieleghem. Ils y plantent d'abord du hêtre, ensuite du chêne. Peupliers et frênes viendront naturellement se mélanger à la plantation.

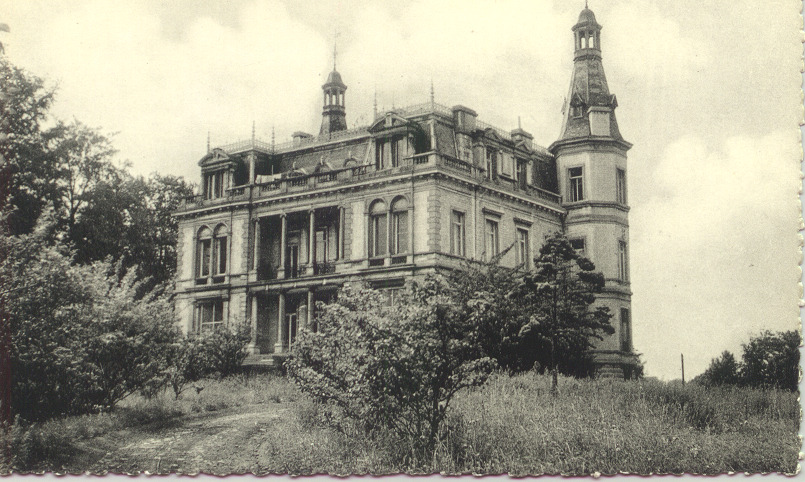
Château d'Edmond Tircher

En 1889, après une succession de propriétaires, Edmond Tircher, avocat et bourgmestre de Jette, en fait l'acquisition et construit son château en bordure de l'avenue du Laerbeek. La bâtisse sort de terre dès l'année suivante, les tourelles n'étant ajoutées qu'en 1897. 
La propriété souffre de la Seconde Guerre mondiale. Le château est abandonné, les vieux hêtres sont abattus pour en faire des crosses de fusils. En 1945, on ne recense plus que 26 spécimens de cette espèce sur toute l'étendue du parc.
Le Poelbos a été exproprié par la commune en 1964 et le château démoli en 1973 après avoir servi de logement social, de locaux pour cures de jour, de cercle de jeunes et de salle de réception. Le projet de la commune d'y construire un centre culturel intégrant des vestiges de la Maison du Peuple de Victor Horta ayant avorté, le site du château a finalement servi à la construction d'une école communale.

## Un bois érigé en réserve naturelle

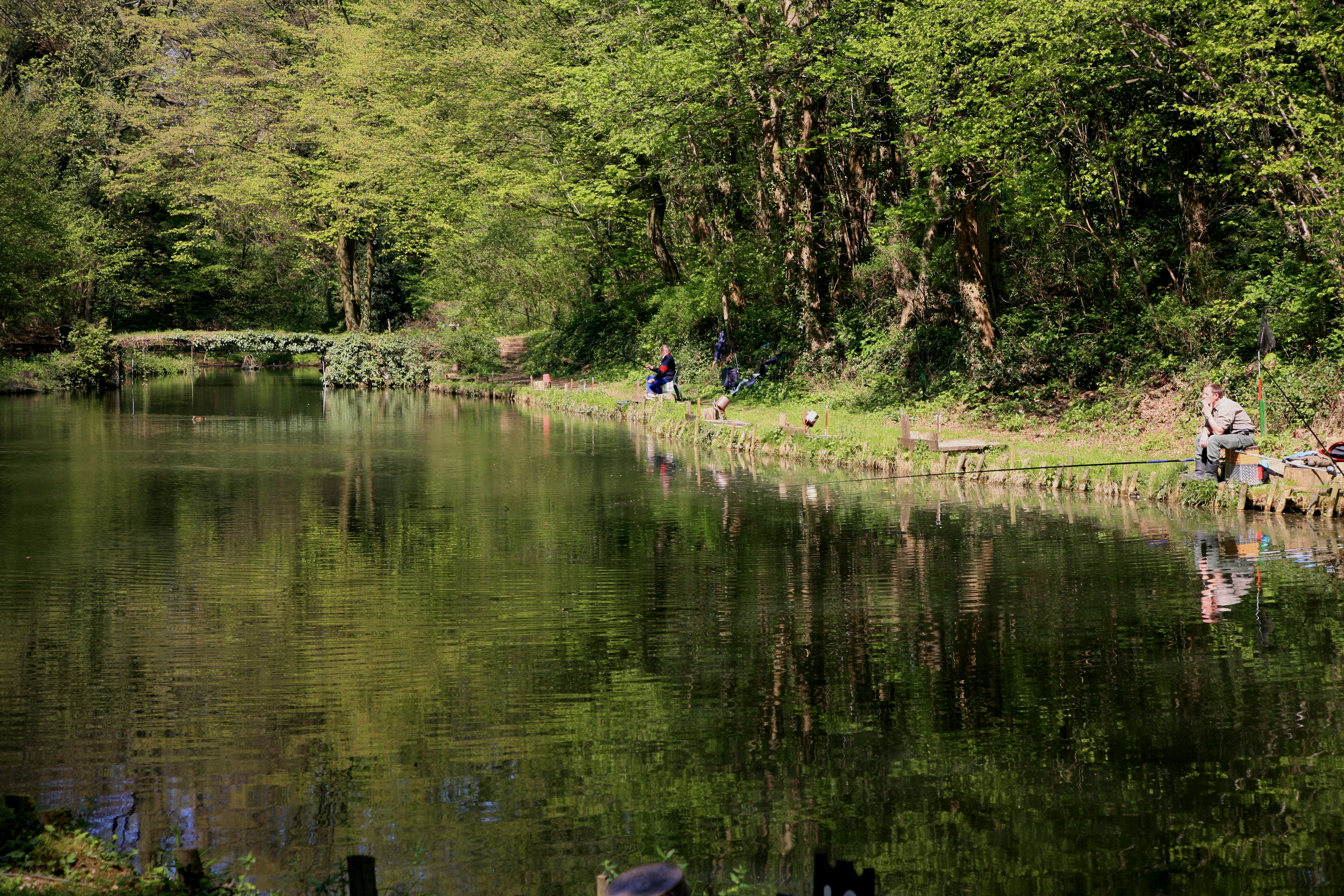
Étang du Poelbos

Le bois s'articule autour d'une profonde dépression de 20 mètres de hauteur, l'ancienne carrière, occupée aujourd'hui par une zone humide, alimentée par de nombreuses sources. Un étang de pêche artificiel y a été créé, attirant les batraciens. Le bois, site Natura 2000, ne fait l'objet d'aucune gestion pour que les processus de forêt primitive puissent s'y dérouler. En raison de la richesse exceptionnelle de la flore et de la faune – plus de 49 espèces d'oiseau y ont déjà été observées – une partie du Poelbos a été érigée en réserve naturelle en 1989, statut étendu neuf ans plus tard à l'ensemble du bois. Son relief accidenté, l'ombre dispensée par les arbres et la multitude des sentiers lui confèrent une atmosphère particulière.
Le massif se compose d'une chênaie-frênaie à primevères dominée par le hêtre planté au XVIIIe siècle, dont il ne reste toutefois que 24 sujets, les autres ayant été abattus pendant la Seconde Guerre mondiale. On note également la présence d'érables sycomores, de frênes, de merisiers, de charmes, de noisetiers, d'ormes champêtres et de robiniers, caractéristiques d'une recolonisation forestière de terrains abandonnés, riches en substances nutritives.

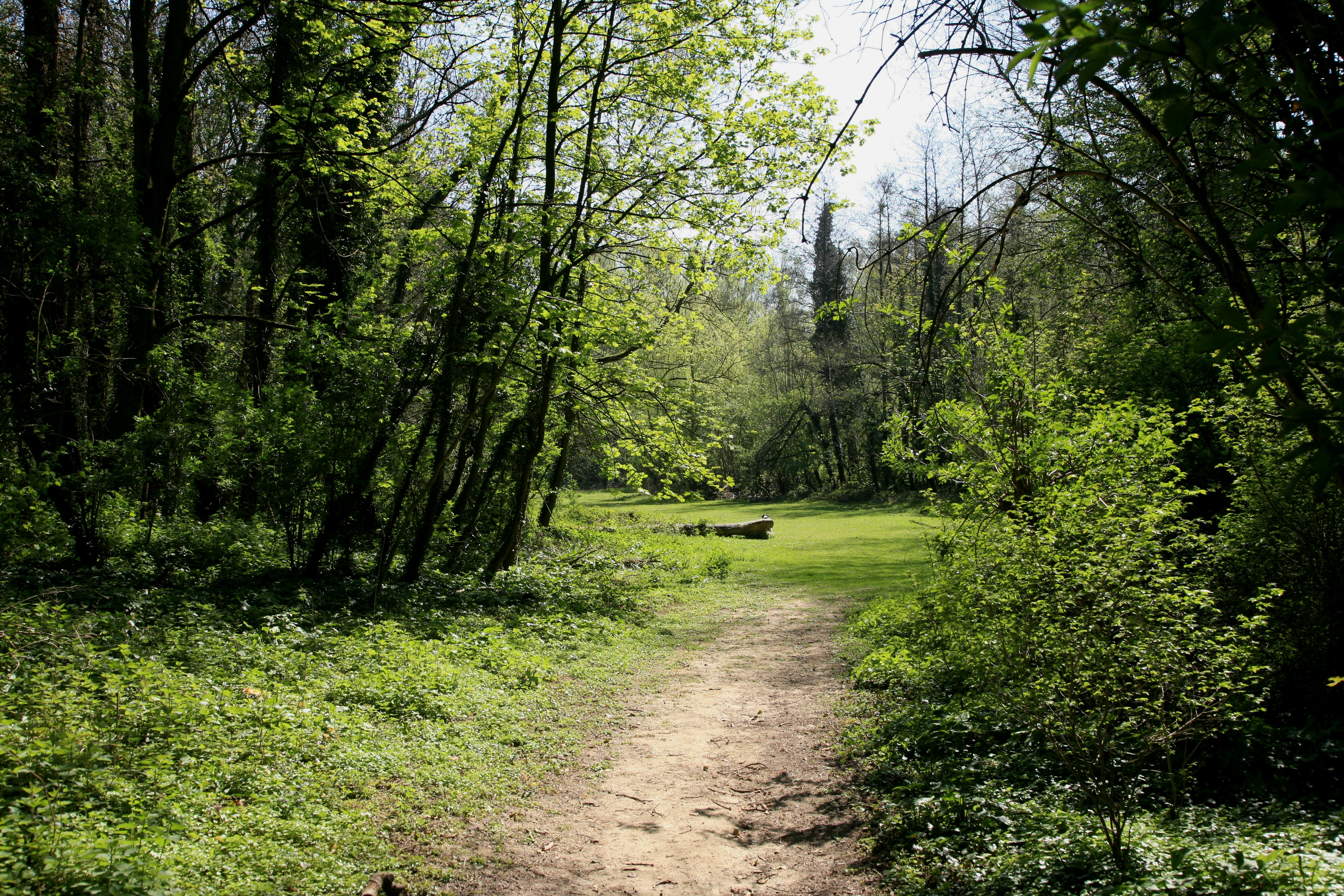
Clairière au cœur du Poelbos

Parmi les plantes herbacées, on trouve notamment : la ficaire, la moscatelline, le groseiller rouge, le lierre terrestre, l'orchidée double feuille, la litamie, vestige d'un climat subtropical. La présence de la clématite, du tamier et de la sanicle s'explique par la richesse du sol en calcaire. Certaines espèces cultivées, introduites dans le jardin du château, se sont adaptées comme les deutzias, symphorines, cornouillers sanguins, sureaux noirs.
Royaume de la chauve-souris, le Poelbos abrite une faune diversifiée : hérisson, écureuil, héron cendré, grimpereau des jardins, mésange à longue queue, fauvette à tête noire, et, plus rarement, rossignol et martin-pêcheur. Certains reptiles et amphibiens comme la couleuvre à collier (Natrix natrix) y ont aussi été aperçues. La tortue aquatique est très présente également, notamment le long de la voie ferrée dans la zone marécageuse voisine du Marais de Jette-Ganshoren (le point de vue aménagé avec tour d'observation ne sont provisoirement plus accessibles pour cause de vandalisme).

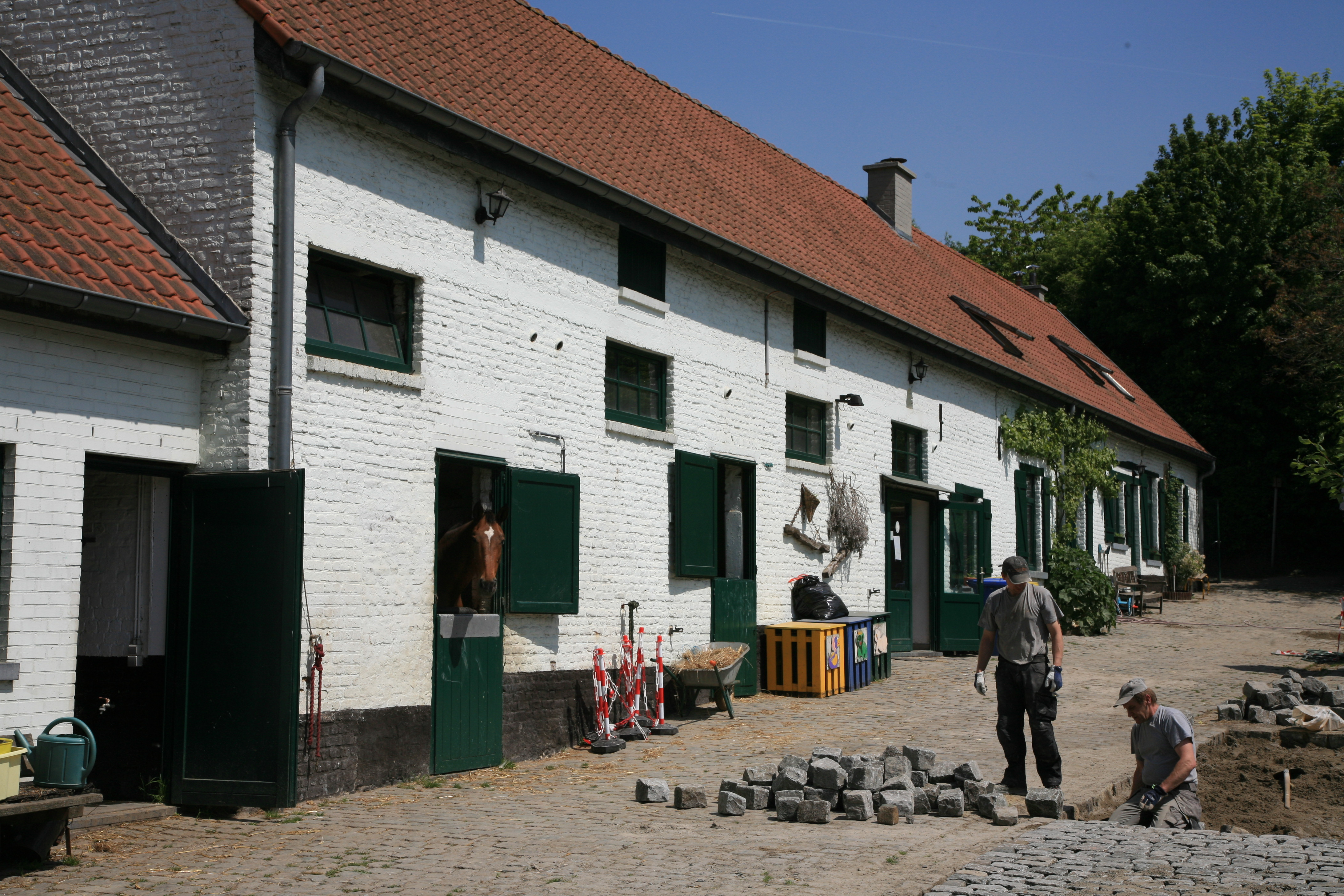
Ferme pour enfants

Au bord du Poelbosch et à proximité de l'hôpital U.Z. Brussel, se trouve la ferme pour enfants, ancien site rural converti en ferme didactique où parents et enfants peuvent venir découvrir (ou redécouvrir) les méthodes de la vie d'antan telles que l'exploitation du bétail, des ruches, ou encore la fabrication du pain traditionnel cuit sur la pierre. Une partie de la réserve a été aménagée en potagers individuels sous forme de mini parcelles, dotées chacune d'une cabane, et louées aux particuliers qui ont pour charge d'en assurer l'entretien et l'exploitation. La demande d'attribution de parcelles se fait via demande à l'administration communale de Jette.